# Col des Raids
Le col des Raids, ou col des Raids de Robache, est un col du massif des Vosges situé à 525 m d'altitude.

## Situation
Le col permet la liaison entre la vallée du Robache et la vallée du Hure, ces deux rivières étant affluentes de la Meurthe. Il se situe dans le massif de l'Ormont. Le col sépare les territoires communaux respectifs de Saint-Dié-des-Vosges et de Saint-Jean-d'Ormont.

## Accès
Le col est accessible par la route départementale 49, par une route forestière ainsi que par le sentier de grande randonnée 533.

## Histoire
Dans le cadre de la bataille des frontières localement menée par la Ire armée française, c'est notamment par ce col, alors défendu par la 28e division d'infanterie (54e RA, 94e RI, 51e et 53e BCA que le 27 août 1914 affluent les troupes allemandes se dirigeant vers Saint-Dié.

## Patrimoine
À proximité du col, subsiste une imposante casemate française de la Grande Guerre. Construite en arc de cercle, elle domine le col afin d'en protéger les abords vis-à-vis des troupes allemandes repliées sur le proche plateau de Ban-de-Sapt après leurs défaites lors des combats successifs de la bataille de la trouée de Charmes, du col de la Chipotte et du Grand Couronné lors de l'été 1914.